# Lengyelkulturen

Karta över neolitiska kulturer i Europa vid Donaukulturerna största expansion, c:a 3500 f.Kr.

Lengyelkulturen är en arkeologisk kultur från Neolotikum baserad längs med floden Donau i Centraleuropa, som uppkallats efter en fyndplats i Tolna utanför Budapest där cirka 90 gravar undersöktes mellan 1882 och 1888. Oswald Menghin gav kulturens dess namn på 1920-talet.

## Datering och utbredning
Den Bandkeramiska kulturen (LBK) delades upp och en av dess efterföljare blev Lengyelkulturen i det sydöstra området av LBK:s utbredning främst  i mellersta delen av Donaus lopp i Centraleuropa. Kulturen har hittats i södra Polen, västra Slovakien, östra Österrike, västra Ungern samt Kroatien (Sopotkulturen). Stilinfluenser av keramikstilar hittas i ett ännu större område i delar av Tyskland och Schweiz. Kronologiskt existerade kulturen från cirka 5000 (4800?) till 3400 f.Kr. Den slutade med fas IV i Böhmen representerad av Jordansmühler gruppen. Norrut i Polen ersattes den av  trattbägarkulturen, men i Centraleuropa blev efterträdaren den snörkeramiska kulturen. Andra närbesläktade kulturer är Rössenkulturen i det nordliga området och Streckbandskulturen västerut. Kulturen är en kulturhorisont snarare än en arkeologisk kultur i en snävare betydelse. Utbredningsområdet överlappar med Tiszakulturen och med Streckbandskulturen (STK) så långt norrut som Osłonki, i centrala Polen. Marija Gimbutas associerar kulturen till Old Europe men den blev troligen kurganiserad av protoindoeuroperna och blev integrerad i den efterträdande kulturen Klotamforakulturen i sitt centrala område.

## Kulturens utveckling
Lengyelkulturen är ett komplex av undergrupper, som producerar andra arkitektoniska, tekniska och konstnärliga traditioner. De typiska målade, ofta päronformade kärlen och fotskålarna har formmässiga likheter med andra kulturer. De har uppkommit i kärnområdet i Starčevokulturen i Slavonien, Srem och södra Ungern. och spridningen sker efter ett ökat utbyte västerut i Europa, och också med Bosnien och Dalmatien vid Adriatiska kusten. Från början av 5:e årtusendet formade befolkningen väster och norr om mellersta Donau sin egen konststil. De keramiska faserna i Lengyelkulturen är indelad  efter de färger man använde på keramiken.
- polykrom mångfärgad
- bikrom, två färgerofta gul och röd
- omålad, inga färger alls.

## Fyndplatser
I Ungern är förutom den eponyma boplatsen Lengyel andra fyndorter  som Aszód och Zengövár. I Slovakien är platserna Lužianky och Svodín kända samt i Tjeckien är kulturen i södra Mähren känd som mährisk målad keramik (moravská malovaná keramika) med fyndorter bland annat i Kramolin och Jezeřany-Maršovice. I Polen är kulturen mest känd från Brest i Kujavien, se nedan om långhögar.

## Keramik och andra fynd
I mitten av femte årtusendet f.Kr. utvidgade kulturens område och den streckbandkeramiska kulturen ersattes i norra Polen av Lengyel. Cirka 3900 f.Kr. tog  trattbägarkulturen över området i Polen. Kulturens keramik var ofta målad vilket skiljer den från andra kulturer i Centraleuropa. Detta gäller bara i början av tiden. Senare keramik är helt omålad. Utsmyckningen med målade spiralmotiv fortsatte vilket också gäller kulturerna på Balkan. Den mest utmärkande formen i keramiken är fotskålen med mycket hög och smäcker fot. Lengyelkulturen har också i likhet med andra Donaukulturer figurer av keramik som oftast föreställer kvinnor, så kallade venusfigurer och tamdjur. Bland berömda venusfigurer bland andra Venus från Langenzersdorf och den till höger avbildade Venus von Unterpullendorf. 
I östra Österrike hittades 1955–1956 Venus av Langenzersdorf som är en omålad figurin. Utgrävningsplatsen ligger i Burleitendistriktet. Venus av Langenzersdorf ställdes av Österrike ut vid världsutställningen i Bryssel 1958. Under utgrävningen på Burleiten hittades olika bosättningsinventarier som målad keramik, stenverktyg, obsidianblad och ben av husdjur. I Bernhardsthal har man hittat en offrad hund. 1979 upptäcktes ett dubbelt cirkulärt dike en så kallad rondel i Friebritz i Niederösterreich.
Venus av Falkenstein är en målad figur, en 13 cm hög statyett. Den dateras till cirka 4500 f.Kr. Skulpturen hittades nära Falkensteins slott. På skulpturen finns rester av en gul målning på huden och ett förkläde, hår, ett bälte och ett hänge under bröstet. Huvudet är abstrakt format och har en för lång nacke. Venusfiguren visas på förhistoriska museet i provinsen Niederösterreich i Schloss Asparn. . 

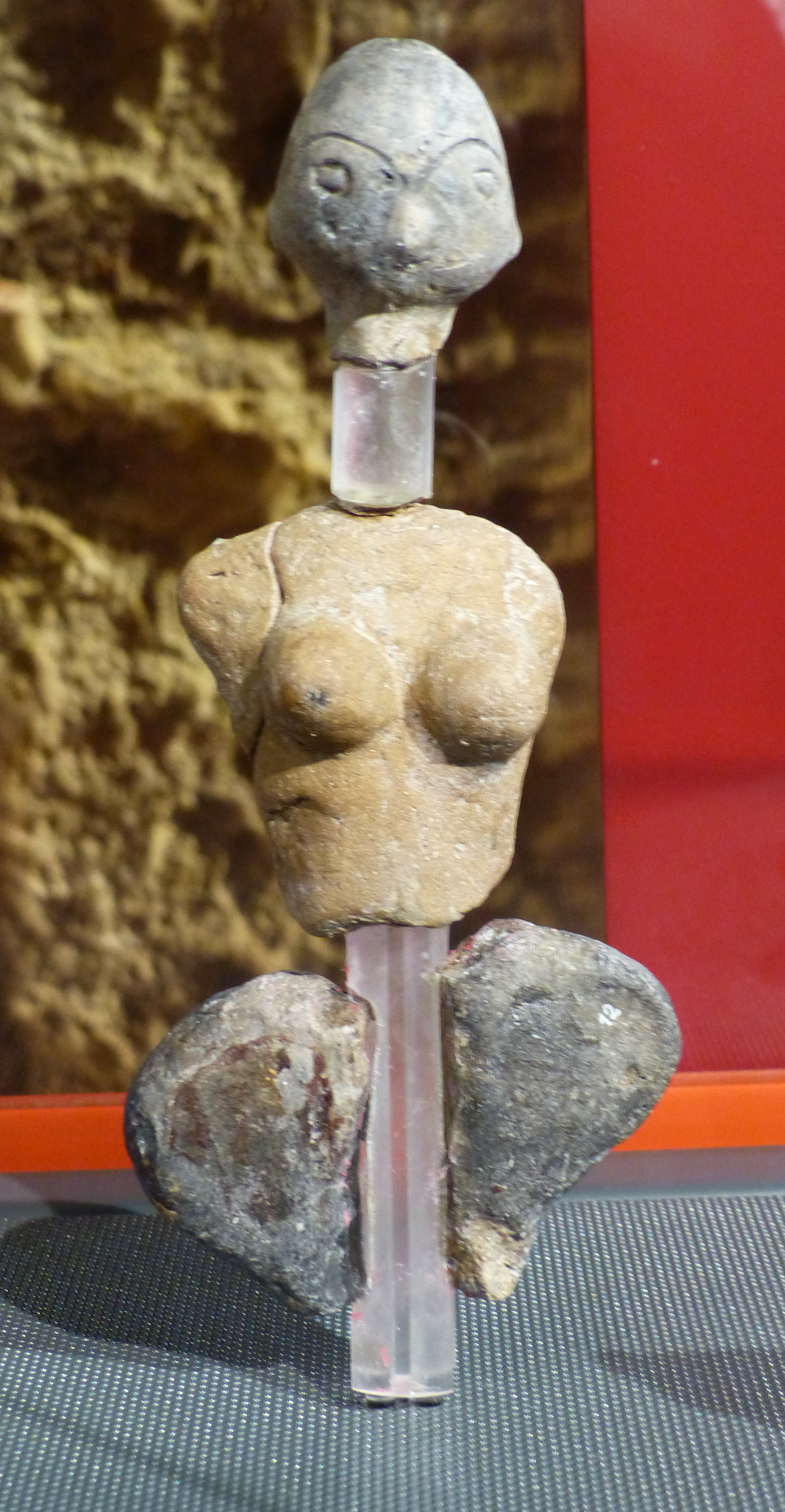
Venus von Unterpullendorf

Kulturens bergartsyxor hade skafthål. De var symmetriskt formade med rektangulära tvärsnitt. Föremål av koppar var ovanliga i kulturen början men främst från fas III vanligare, då tillverkades cylindriska spiraler och pärlor i brons. Hamrade band är också vanliga kopparfynd. Det är gryningstiden för den kalcolitiska tiden i Centraleuropa. 

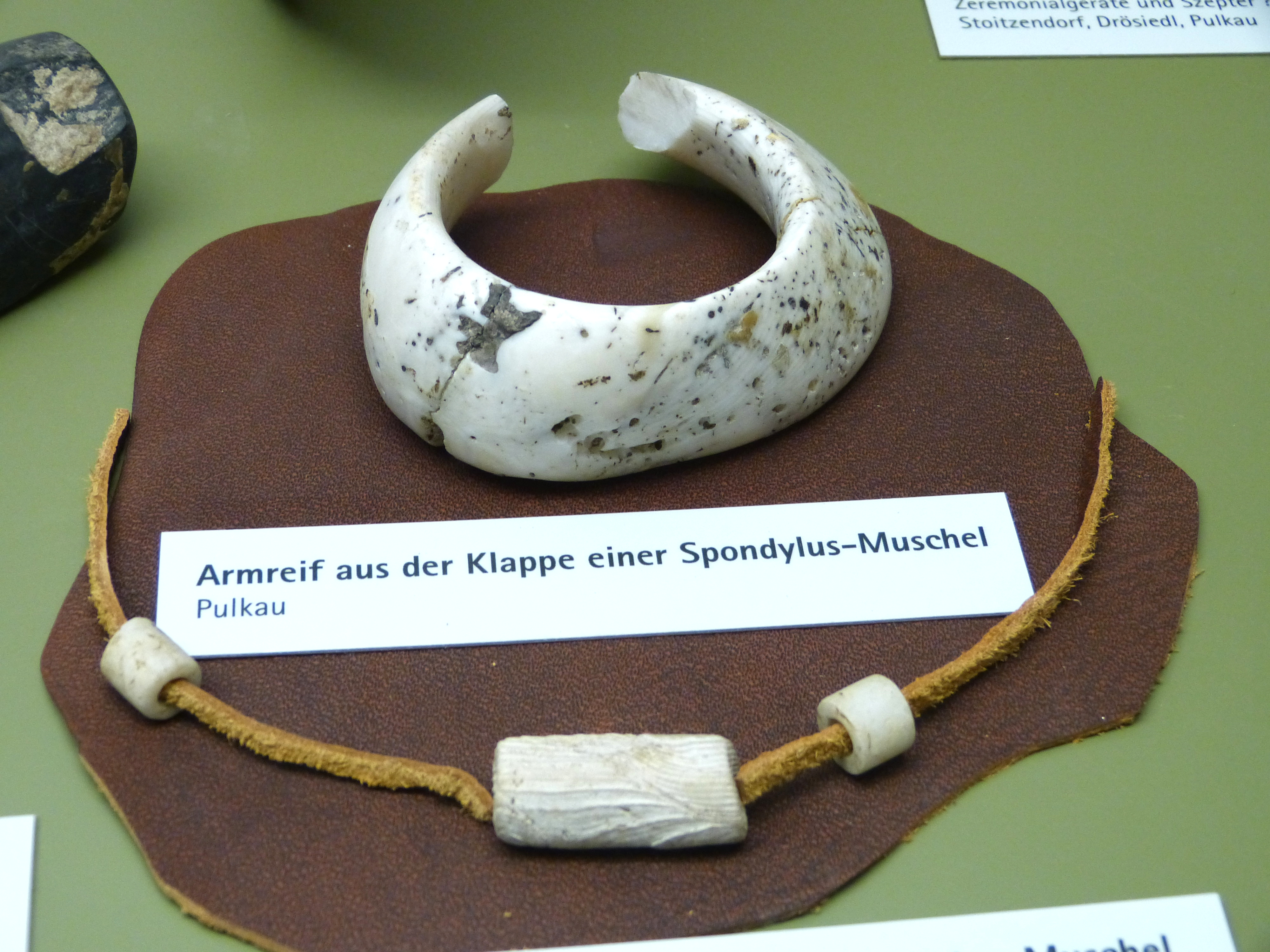
Armband av Spondylusmusslor, från Pulkau, Krahuletz-Museum i Eggenburg

## Bebyggelse
Bosättningarna bestod av små hus och större trapetsformade långhus. Ibland var bosättningarna öppna ibland omgivna av ett försvarsdiken, där det möjligen kan ha stått en palissad. En typ av befästningar eller kultplatser kallas Rondels. De byggdes under en kort tidsperiod runt 4700 f.Kr. i ett rätt stort antal inom Lengyelkulturen men också i andra neolitiska kulturer.  Vissa var helt klart försvarsplatser medan andra är byggda så att de inte kan vara byggda för försvar, utan de fungerade troligen som rituella kultplatser. Dikena är v-formade som mest 5 meter djupa och kan vara 8 meter breda. Dikena kan vara flera rader, från ett till fem diken. De bildar ett runt område och har för försvar en eller två  palissader. Oftast har de fyra ingångar i vardera väderstrecket. Rondels låg ofta nära bebyggelse, men de byggdes inte runt en samling med hus. De användes bara under en kort tid. Dikena rasade ihop eller fylldes igen. Begravningar har hittats i dikena. Det omgärdade området är fyndfattigt. Rondels är kända från Bayern till Slovakien och norr om Donau. Rondels finns också i andra kulturer än Lengyel, fram till Sachsen i Tyskland. De tillhör samma korta tidsperiod som skattats till högst 150 år.

## Gravar
De gravlade i enkelgravar i hockerläge på gravfält men enstaka kremeringar förekommer. Gravfälten med de döda liggande i sovställning, men det finns inget system som bestämmer vilken sida som kropparna ska ligga på. 
Ett undantag från detta begravningssätt är långhögarna i Kujavia i Polen nära floden Vistula i Polen. De dateras till c:a 4500 f.Kr. och fortsatte att anläggas ett par hundra år. Långhögarna anlades med form, storlek och proportioner och orientering likadant som invånarnas samtida långhus. Dessa långhögar blev senare inledningen för megalitgravarna i nordöstra Europa. Långhögar saknar oftast kammare, den döde gravlades vid den östra kortsidan, under högen. Begravningar i långhög spreds över stora delar av Europa via Tyskland till Danmark runt 3900 f.Kr. Vid samma tid  byggdes långhögar i södra England och i nordvästra Frankrike. De franska gravarna är äldre och är lika gamla  som de polska i Kujavien.

## Försörjning
Jordbruk och boskapsskötsel mestadels nötboskap men också grisar, och i mindre utsträckning getter och får var viktigaste näringarna. Man drev också jakt vilket faunalämningar ger klara besked om.

## Österrikisk-Mährisk bemålad keramikkultur
En undergrupp av kulturen var  den Österrikisk-Mährisk bemålad keramikkultur  (Austrian-Moravian Painted Ware) Denna kultur Österrike och Mähren som brukar indelas i två delar: Fas I med dateringar 4700-4500 f.Kr. och  fas II daterad 4500-4000 f.Kr. Kulturen kallas ibland Epi-Lengyel då den beskrivs som närstående Lengyel. Inom sitt område ersattes den av streckbandkeramisk kultur och ännu senare av Baalbergkulturen. Keramiken inom kulturen var av hög kvalitet, tekniskt välutvecklad med vackra former och färger. Ibland bemålades kärlen gula och röda. Bland fynden finns kopparsmycken. Flinta och obsidian importerades från Ungern och östra Slovakien. Bebyggelsen lokaliseras till höjder i landskapet. Husformen är rektangulär, relativt små hus med ytor 7 x15 meter. Rumsindelning är oftast två rum.